# Provinz Pallasca
Die Provinz Pallasca ist eine der 20 Provinzen, die die Verwaltungsregion Ancash in Peru bilden. Die Provinz hat eine Fläche von 2101 km², die Einwohnerzahl betrug im Jahr 2017 23.491. Verwaltungssitz ist Cabana.

## Geographische Lage
Die Provinz Pallasca befindet sich im äußersten Norden der Verwaltungsregion Ancash. Im Westen, im Norden und im Osten grenzt sie an die Verwaltungsregion La Libertad. Der Fluss Río Tablachaca entspringt im Norden der Provinz und fließt in südwestlicher Richtung entlang der Provinzgrenze zum Río Santa. Im Südwesten reicht die Provinz bis an den Mittellauf des Río Santa, im Osten an den Flusslauf des Río Marañón, linker Quellfluss des Amazonas. Die Längsausdehnung der Provinz in SW-NO-Richtung beträgt 92 km. In Nord-Süd-Richtung durchziehen die nördlichen Ausläufer der Cordillera Blanca die Provinz. Nachbarprovinzen innerhalb der Verwaltungsregion Ancash sind: Santa im äußersten Westen, Corongo und Sihuas im Süden.

## Verwaltungsgliederung
Die Provinz Pallasca besteht aus elf Distrikten (distritos). Der Distrikt Cabana ist Sitz der Provinzverwaltung.
| Distrikt     | Verwaltungssitz |
| ------------ | --------------- |
| Bolognesi    | Bolognesi       |
| Cabana       | Cabana          |
| Conchucos    | Conchucos       |
| Huacaschuque | Huacaschuque    |
| Huandoval    | Huandoval       |
| Lacabamba    | Lacabamba       |
| Llapo        | Llapo           |
| Pallasca     | Pallasca        |
| Pampas       | Pampas          |
| Santa Rosa   | Santa Rosa      |
| Tauca        | Tauca           |